# 罗讷新堡
罗讷新堡（法語：Châteauneuf-du-Rhône，法語發音：[ʃatonœf dy ʁon]）是法国德龙省的一个市镇，位于该省西南部，蒙特利马尔市区以南，属于尼永斯区。

## 地理
罗讷新堡（44°29'9"N, 4°43'0"E）面积27.27 平方千米，位于法国奥弗涅-罗讷-阿尔卑斯大区德龙省，该省份为法国东南部内陆省份，北起顺时针与伊泽尔省、上阿尔卑斯省、上普罗旺斯阿尔卑斯省、沃克吕兹省和阿尔代什省接壤。
与罗讷新堡接壤的市镇（或旧市镇、城区）包括：勒泰伊、维维耶、阿朗、栋泽尔、马拉塔韦尔讷、蒙特利馬爾。

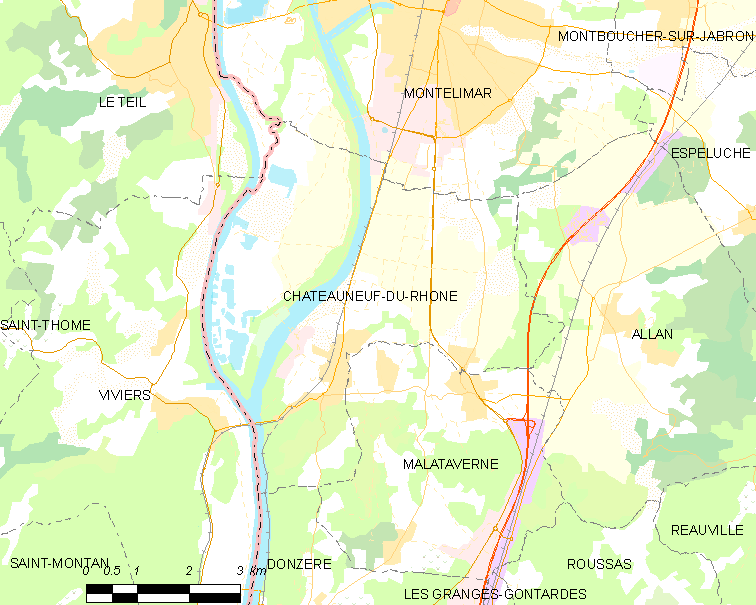
罗讷新堡的OSM定位图

罗讷新堡的时区为UTC+01:00、UTC+02:00（夏令时）。

## 行政
罗讷新堡的邮政编码为26780，INSEE市镇编码为26085。

## 政治
罗讷新堡所属的省级选区为蒙特利马尔第二县。

## 人口

1962-2008年间罗讷新堡人口变化图示

罗讷新堡于2022年1月1日时的人口数量为2807人。